# Semidalis inconspicua
Semidalis inconspicua är en insektsart som beskrevs av Meinander 1972. Semidalis inconspicua ingår i släktet Semidalis och familjen vaxsländor. Inga underarter finns listade i Catalogue of Life.